# Lesbia Urquía
Lesbia Yaneth Urquía (1967 - 2016) fou una activista política hondurenya, defensora del medi ambient i la comunitat indígena, motiu pel qual fou assassinada.

## Trajectòria
Fou dirigent comunitària del Consell Cívic d'Organitzacions Populars i Indígenes d'Hondures (COPINH), la mateixa organització a la qual pertanyia Berta Càceres. Urquía s'oposà a les privatitzacions dels rius perquè eren desviats i deixaven de donar aigua a les comunitats indígenes. A més, la construcció de preses promovien la desforestació d'aquestes zones per empreses i afectaven a la flora i fauna d'aquestes terres. Combaté la construcció d'una central hidroelèctrica d'inversors internacionals a La Paz. Els lenques consideraren que les preses afectarien el seu accés a aigua, menjar i materials per a medicina, per la qual cosa la seva forma de vida tradicional es posava en perill. La construcció d'aquesta presa feu que el riu Gualcarque deixés de subministrar-los aigua.
El 6 de juliol de 2016 trobaren el seu cadàver a la ciutat de Marcala, prop de l'abocador. Fou assassinada d'un cop de matxet al cap per dos sicaris. El Consell responsabilitzà al Govern de la seva mort, específicament a la presidenta de Partit Nacional i el seu espòs. S'estima que entre 2006 i 2016 foren assassinats 114 activistes ambientals a Hondures.
Urquía tenia tres fills i 49 anys al moment de ser assassinada.